# Дальнегорск
Дальнего́рск (до декабря 1972 года — Тетюхе) — город в Приморском крае России. Административный центр Дальнегорского городского округа.
Распоряжением Правительства РФ от 29.07.2014 № 1398-р (ред. от 13.05.2016) «Об утверждении перечня моногородов», включён в список моногородов Российской Федерации с наиболее сложным социально-экономическим положением.
Градообразующие предприятия — «Бор» и «Дальполиметалл». Основан в 1897 году как посёлок Тетюхе, город — с 1989 года.

## География
Дальнегорск удалён от Владивостока на 535 км, является самым восточным, самым высокогорным (180—804 метров над уровнем моря) городом в Приморье. Расположен в восточных отрогах горной системы Сихотэ-Алинь, в долине реки Рудная, в 35 км от побережья Японского моря. Протяжённость городской черты в пределах долины — 16 км, ширина от 0,2 до 1,5 км.
Главная улица — проспект 50 лет Октября, имеет номера домов по 324 включительно. Сужениями долины реки Рудной город разделён на три микрорайона (сверху вниз по долине) — Горелое, Центр, Горбуша (Горького). Некоторые улицы, на которых расположен частный сектор, протянулись по распадкам и по склонам сопок.
Несмотря на высокий уровень индустриализации Дальнегорска, более 90 % территории, находящейся под управлением города, покрыто хвойными (преимущественно кедровыми) и смешанными широколиственными лесами, восхищающими любителей природного туризма.

### Климат
Климат умеренный муссонный, подвержен влиянию холодного Приморского течения. Зима холодная и довольно снежная, а лето тёплое и влажное. Средняя температура января −12,8 градуса, а августа (наиболее теплый месяц) — +19,4 градуса.
Город Дальнегорск приравнен к районам Крайнего Севера.
| Показатель                                 | Янв.  | Фев.  | Март | Апр. | Май  | Июнь | Июль | Авг. | Сен. | Окт. | Нояб. | Дек.  | Год |
| ------------------------------------------ | ----- | ----- | ---- | ---- | ---- | ---- | ---- | ---- | ---- | ---- | ----- | ----- | --- |
| Средний суточный максимум, °C              | −8,6  | −5,6  | 0    | 8,1  | 14,1 | 18,7 | 21,8 | 22,8 | 18,6 | 11,4 | 2     | −6    | 8,2 |
| Средняя температура, °C                    | −12,8 | −10   | −3,7 | 4,4  | 10,1 | 14,8 | 18,2 | 19,4 | 15   | 7,6  | −1,8  | −10,1 | 4,3 |
| Средний суточный минимум, °C               | −16,6 | −14,3 | −8,1 | 0,3  | 6,1  | 11,0 | 14,9 | 16,1 | 11,3 | 4,1  | −5,1  | −13,8 | 0,6 |
| Источник: Метеостатистика Приморского края |       |       |      |      |      |      |      |      |      |      |       |       |     |

| Солнечное сияние, часов за месяц. | Солнечное сияние, часов за месяц. | Солнечное сияние, часов за месяц. | Солнечное сияние, часов за месяц. | Солнечное сияние, часов за месяц. | Солнечное сияние, часов за месяц. | Солнечное сияние, часов за месяц. | Солнечное сияние, часов за месяц. | Солнечное сияние, часов за месяц. | Солнечное сияние, часов за месяц. | Солнечное сияние, часов за месяц. | Солнечное сияние, часов за месяц. | Солнечное сияние, часов за месяц. | Солнечное сияние, часов за месяц. |
| Янв                               | Фев                               | Мар                               | Апр                               | Май                               | Июн                               | Июл                               | Авг                               | Сен                               | Окт                               | Ноя                               | Дек                               | Год                               |                                   |
| 194                               | 196                               | 223                               | 191                               | 186                               | 132                               | 123                               | 141                               | 183                               | 216                               | 184                               | 186                               | 2155                              |                                   |
| --------------------------------- | --------------------------------- | --------------------------------- | --------------------------------- | --------------------------------- | --------------------------------- | --------------------------------- | --------------------------------- | --------------------------------- | --------------------------------- | --------------------------------- | --------------------------------- | --------------------------------- | --------------------------------- |

## История
Основан в 1897 году как горняцкий посёлок Тетюхе (от китайского долина диких кабанов), (на картах первой половины 20 века встречаются названия Тютиха, Тютихе, Тетюхэ) после экспедиции под руководством горного инженера С. В. Масленникова, которая в 1897 году обнаружила в отрогах Сихотэ-Алиня месторождение свинцово-цинковых руд. На базе месторождения было создано горнопромышленное общество, занявшееся его разработкой.
В 1930 году получил статус рабочего посёлка. К 1941 г. Сихотэ-Алинский полиметаллический комбинат представлял собой уже сложное предприятие с законченным циклом производства олова.
В годы Великой Отечественной войны 1941-1945 года в Дальнегорском (Тетюхинском) районе было призвано в Вооруженные Силы 3483 человека в границах района 1941 года.
В 1965 г. открылся Приморский горнохимический комбинат, переименованный впоследствии в производственное объединение «Бор».
В 1972 году переименован в Дальнегорск в рамках кампании по переименованию советских поселений, имеющих китайские названия.
Статус города присвоен в 1989 году. В 1997 году Дальнегорский район был упразднён, его территория отошла в управление горсовета, а сам Дальнегорск становится городом краевого значения.

## Население
| 1915    | 1926    | 1930    | 1931    | 1933    | 1959    | 1970    | 1979    | 1989    |
| ------- | ------- | ------- | ------- | ------- | ------- | ------- | ------- | ------- |
| 417     | ↗1423   | ↗5000   | ↗5222   | ↗7800   | ↗16 887 | ↗33 506 | ↗43 423 | ↗49 792 |
| 1991    | 1992    | 1996    | 1998    | 2000    | 2001    | 2002    | 2003    | 2005    |
| ↗50 000 | ↗50 650 | ↘48 400 | ↘47 000 | ↘45 800 | ↘45 500 | ↘40 069 | ↗40 100 | ↘39 600 |
| 2006    | 2007    | 2008    | 2009    | 2010    | 2011    | 2012    | 2013    | 2014    |
| ↘39 200 | ↘38 900 | ↘38 627 | ↘38 424 | ↘37 519 | ↘37 442 | ↘36 817 | ↘36 351 | ↘35 976 |
| 2015    | 2016    | 2017    | 2018    | 2019    | 2020    | 2021    | 2023    | 2024    |
| ↘35 556 | ↘35 405 | ↘35 034 | ↘34 694 | ↘34 454 | ↘34 096 | ↘33 655 | ↘33 030 | ↘32 720 |
| 2025    |         |         |         |         |         |         |         |         |
| ↘32 310 |         |         |         |         |         |         |         |         |

На 1 января 2025 года по численности населения город находился на 470-м месте из 1124 городов Российской Федерации.

## Местное самоуправление
Главы городского округа:
1. Анатолий Химичук.
2. Юрий Хохлов.
3. Виктор Старченко.
4. Геннадий Лысенко.
5. Дмитрий Фотьянов.
6. Виктор Колосков.
7. Григорий Крутиков.
8. Светлана Артемьева.
9. Разия Козырева (как и.о. Главы)
10. Игорь Сахута.
11. Виктор Колосков (как и.о. Главы).
12. Александр Теребилов.

## Экономика
Крупнейшие промышленные предприятия города — ЗАО ГХК «Бор» (градообразующее предприятие; образовано в 1965 году) и АО «ГМК «Дальполиметалл». История «Дальполиметалла» начинается с конца XIX века. 2 апреля 1897 года – дата основания предприятия.
В этот день владивостокский предприниматель Юлий Иванович Бринер застолбил богатое серебро-свинцово-цинковое месторождение в долине реки Тетюхе (Рудная) и назвал его «Верхним». 20 марта 1909 года было образовано Акционерное горно-промышленное общество «Тетюхе» (АГОТ) с участием российского Торгового дома «Бриннер и Ко», а также германского и английского капиталов.
В октябре 2006 года село Рудная Пристань, входящее в Дальнегорский городской округ, было названо одним из самых загрязнённых на планете (наряду с Чернобылем и прочими) по результатам шестилетнего исследования американского Blacksmith Institute. Основное загрязнение исходило от свинцового завода АО «ГМК «Дальполиметалл».
Единственный город России, где большинство жителей отказались от услуг центрального теплоснабжения и используют альтернативные виды обогрева жилых помещений (в основном с помощью электроэнергии).

### Транспорт
Через Дальнегорск проходит краевая автотрасса Осиновка — Рудная Пристань, связывающая восток Приморья с густонаселёнными районами края и краевым центром. Почти все внешние пассажирские перевозки и грузопоток осуществляются по этой автодороге. Из Дальнегорска осуществляются автобусные перевозки во Владивосток, Находку, Уссурийск, Спасск-Дальний, Хабаровск, Терней. До 90-х годов существовала большая доля авиапассажиров, пока работал Дальнегорский аэропорт. Сначала он принимал самолёты Ан-2, затем были снесены несколько дач, удлинена ВПП для Ан-28. В последние годы существования СССР планировалось осуществлять рейсы в Дальнегорск на самолётах класса Як-40, на новый аэродром в верховьях ключа Жёлтый; ВПП на 8-м км не годилась из-за сложного захода на посадку в гористой местности. Полёты были возобновлены с 3 декабря 2015 года на самолёте DHC-6, авиакомпанией «Аврора».
Внутригородские пассажирские перевозки осуществляются автотранспортом (микроавтобусы, реже автобусы). Основную долю грузоперевозок осуществляет автотранспорт, но имеется также узкоколейная железная дорога, связывающая рудники с обогатительной фабрикой (участок Дальнегорск — Рудная Пристань демонтирован).

## Достопримечательности
Памятники
- На въезде в город со стороны Кавалерово установлена стела из обработанного камня с надписью ДАЛЬНЕГОРСК и датой образования населённого пункта.
- В центральном микрорайоне имеется мемориал воинам, павшим на фронтах Великой Отечественной войны. Недалеко, в парке Пушкина, установлен памятник поэту. Памятник Ленину имеется на центральной площади.

Достопримечательности архитектуры
Наиболее старые постройки Тетюхе (Дальнегорска) находятся по ул. Берзинской (Шубинская Падь). В эпоху быстрого развития градообразующих предприятий в 50-е и 60-е годы появились первые четырёх и пятиэтажные дома вдоль главной улицы — Проспекта 50 лет Октября. 1980-е годы — второй этап вытеснения «частного сектора» пятиэтажными домами улучшенной серии и «малосемейками», по окончании которого подверглось городской застройке всё левобережье долины р. Рудной. В начале 1990-х городская застройка шагнула на склоны сопок в Гореловском микрорайоне и по ул. Ключевской. В это же время, она и прекратилась и началось снижение численности населения. В этих районах осталось несколько недостроенных домов, за последние два десятка лет пришедшие в негодность. За перестроечное и постперестроечное время удалось достроить: в мкр. Горелое — дымовую трубу ТЭЦ — одно из самых высотных сооружений Дальнегорска; «девятиэтажку» по ул. Головина (сооружена кровля над шестью этажами); в Центре — так называемый «Пентагон» или «Дом всех организаций»; в микрорайоне Горбуша — «югославские» дома (две пятиэтажки).
Из примеров современной застройки заслуживает упоминания здание супермаркета «Самбери» на остановке общественного транспорта «Универсам» как практически единственный образец стиля «модерн» с остеклением фасада и отремонтированый Дом Быта, превращённый в торговый центр (находится рядом).
Из примеров архитектурных украшений прошлого можно упомянуть мозаичное панно с изображением Гагарина на внешнем фасаде ДИЭИ (нынешнем филиале ДВФУ в г. Дальнегорске); скульптуры горняков на фасаде ДК «Горняк». На фасадах цехов «Энергомаш-Бор» кое-где сохранились плакаты коммунистической эпохи, с течением времени постепенно приобретающие историческое значение.
Памятники архитектуры нового времени представлены незначительно. Наиболее заметный — памятник Юлию Ивановичу Бринеру в сквере Комсомольцев, район пересечения проспекта 50 лет Октября и узкоколейной железной дороги.
Технологические достопримечательности
- Телевышка
- Высотные трубы ТЭЦ и цехов хим. комбината
- Недостроенная обогатительная фабрика
- Узкоколейная железная дорога ГМК «Дальполиметалл»
- Карьеры и отвалы горных пород на боросиликатном месторождении
- Затопленный данбуритовый карьер
- Протяжённые подземные горные выработки на месторождении полиметаллических руд
- Нежданкинское, Горбушинское водохранилища и вдхр. 27-го ключа

Места отдыха, культурно-развлекательные центры и видовые площадки
- Парк «Берёзка»
- ДК Берёзка
- Бульвар им. Полины Осипенко
- Набережная р. Рудной
- Хоккейная площадка в районе «Универсама»
- Видовая площадка на ул. Сопочная
- Видовая площадка на г. Телевизионная
- Стадион «Темп» (После длительного перерыва заработал стадион «Темп». Торжественная церемония открытия стадиона состоялась 9 ноября, на которой многочисленные жители и гости города оценили современную инфраструктуру с прекрасными условиями для различных видов спорта – футбола, легкой атлетики, баскетбола, волейбола, а также для проведения тренировок с использованием тренажеров)
- Парк Пушкина
- ДК Горняк (разрушен)
- Центральная площадь (место митингов, празднования Нового Года, устанавливается городская ёлка, ледяные скульптуры)
- Автодром на ост. Хлебозавод
- ДК Химик
- Современный двухзальный кинотеатр
- Городской пляж на Горбушинском водохранилище

Памятники природы
В пределах «часовой» доступности из центра города находятся:
- г. Сахарная и пещера Холодильник с ископаемым ледником
- Ущелье за рудником «Верхний» с пещ. Дальнегорская и Партизанская
- Высота 611 — предположительно место катастрофы НЛО
- Пещеры Ледяная Малютка и Николаевская с ископаемым льдом, в Николаевской имеется также небольшое, но глубокое подземное озеро
- Кекуры Два Брата

К сожалению, многие красивые места испорчены вандалами, как, например, выходы известняка с отпечатками древних раковин, расположенные прямо в русле реки Рудной.
В центральном микрорайоне Дальнегорска действует общественный краеведческий музей (остановка общественного транспорта «Музей»). Музей наиболее известен своей минералогической коллекцией, в которой собраны некоторые из уникальных образцов дальнегорских недр.

## СМИ
В городе с 28 июня 1930 года выходит газета «Трудовое слово». До середины шестидесятых годов газета называлась «Сихотэ-алиньский рабочий». В настоящее время — официальный печатный орган Дальнегорского городского округа (учредители — администрация ДГО и МУП «редакция газеты „Трудовое слово“»);
Телеканалы: «Дальнегорск-новости» (учредители В. Н. Мартынов и А. М. Кобченко); «Медиа-СД» (учредитель С. Ю. Дитятьев); «Даль-ТВ» (учредитель Э. А. Сарыев).
Радио: «Авторадио»; «Владивосток FM»; «Русское радио (Дальнегорск FM)» (учредитель С. Ю. Дитятьев). На июнь 2009 года в Дальнегорске издавались газеты:
- «Приморский химик»: учредитель ЗАО ГХК «Бор»
- «Дальполиметалл»: учредитель ОАО ГМК «Дальполиметалл»
- «Вечерний Дальнегорск»: учредитель, издатель, редактор Игорь Геннадьевич Исиков
- «Союз дальнегорцев» учредитель А. М. Теребилов
- «Видал»: ныне не издаётся
- «Город»: учредитель филиал КГУП «ПКА» «Дальнегорское производственное подразделение»
- «Природа и аномальные явления» 1990—1991 кооператив «Олень» (председатель Г. А. Исиков) учредитель трест «Дальметаллургстрой», редактор отдела уфологии Валерий Викторович Двужильный, редактор отдела природы и здорового образа жизни Геннадий Александрович Исиков.
- «Высота 611» учредители В. В. Двужильный, Г. А. Исиков, издатель Г. А. Исиков. Главный редактор Г. А. Исиков, редактор отдела уфологии В. В. Двужильный (1991—1998). Главный редактор Исикова Ирина Геннадьевна (1998—2003).
- «6. Шестая раса» издаётся с 2004 г. Учредитель, издатель, главный редактор Исикова Ирина Геннадьевна.
- «Приморье реклама» (2000—2001) учредитель, издатель, редактор Исиков Геннадий Александрович.

## Спорт и физическая культура
В Дальнегорске действуют три спортивных комплекса и несколько частных секций.
Развиты виды спорта: бокс, пауэрлифтинг, мини-футбол, хоккей, стрельба, плавание, танцы, тяжёлая атлетика.
Особых успехов добились тренеры по боксу. Среди их воспитанников немало победителей чемпионатов как краевого уровня, так и уровня страны и ближнего зарубежья. В пауэрлифтинге схожая ситуация, спортсмены ежегодно становятся чемпионами и призёрами всероссийских и международных соревнований.
Самыми популярными в Дальнегорске являются танцы и бокс.Танцевальных коллективов достаточно много, из них самыми популярными являются "Гармония" и "Новое поколение". В одном из залов бокса в клубе "Боевые перчатки" тренируются около 150 мальчишек.
Самый известный профессиональный спортсмен Дальнегорска — Владимир Фадеев, 8-кратный чемпион мира по ледовому спидвею.
Шайдулин, Алексей Валерьевич -  заслуженный мастер спорта России по боксу, вице-чемпион мира 2005 в составе сборной Болгарии, бронзовый призёр чемпионата Европы 2006, неоднократный чемпион России, двукратный обладатель Кубка России, трёхкратный победитель «Олимпийские надежды», победитель матчей Россия — США.
В Дальнегорске проживает мастер спорта международного класса по пауэрлифтингу Поляков Роман Викторович, чемпион мира и Европы, мировой рекордсмен.
В 1971 году любители водно-моторного спорта из пос. Тетюхе совершили переход на самодельных моторных лодках с Дальнего Востока до Балтийского моря.